# Amstel Gold Race 2006
L'Amstel Gold Race 2006, quarantunesima edizione della corsa, valevole come ottava prova del calendario UCI ProTour 2006, si svolse il 16 aprile 2006 su un percorso di 253 km, da Maastricht alla collina del Cauberg, nel comune di Valkenburg aan de Geul. Fu vinta dal lussemburghese Fränk Schleck, che terminò in 6h 25' 39" alla media di 39,36 km/h.
Al traguardo sul Cauberg furono 107 i ciclisti in totale che portarono a termine la gara.

## Squadre partecipanti
| N.      | Cod. | Squadra                        |
| ------- | ---- | ------------------------------ |
| 1-8     | LIQ  | Liquigas                       |
| 11-18   | DVL  | Davitamon-Lotto                |
| 21-28   | QSI  | Quick Step-Innergetic          |
| 31-38   | CSC  | Team CSC                       |
| 41-48   | CEI  | Caisse d'Epargne-Illes Balears |
| 51-58   | EUS  | Euskaltel-Euskadi              |
| 61-68   | LSW  | Liberty Seguros-Würth          |
| 71-78   | SDV  | Saunier Duval-Prodir           |
| 81-88   | A2R  | AG2R Prévoyance                |
| 91-98   | BTL  | Bouygues Télécom               |
| 101-108 | COF  | Cofidis                        |
| 111-118 | C.A  | Crédit Agricole                |
| 121-128 | FDJ  | Française des Jeux             |

| N.      | Cod. | Squadra                        |
| ------- | ---- | ------------------------------ |
| 131-138 | GST  | Gerolsteiner                   |
| 141-148 | TMO  | T-Mobile Team                  |
| 151-158 | LAM  | Lampre-Fondital                |
| 161-168 | MRM  | Team Milram                    |
| 171-178 | RAB  | Rabobank                       |
| 181-188 | PHO  | Phonak Hearing Systems         |
| 191-198 | DSC  | Discovery Channel              |
| 201-208 | JAC  | Chocolade Jacques-Topsport Vl. |
| 211-218 | LAN  | Landbouwkrediet-Colnago        |
| 221-228 | BAR  | Barloworld                     |
| 231-238 | SKS  | Skil-Shimano                   |
| 241-248 | UNI  | Unibet.com                     |

## Ordine d'arrivo (Top 10)
| Pos. | Corridore                      | Squadra       | Tempo    |
| ---- | ------------------------------ | ------------- | -------- |
| 1    | Fränk Schleck                  | Team CSC      | 6h25'39" |
| 2    | Steffen Wesemann               | T-Mobile Team | a 22"    |
| 3    | Michael Boogerd                | Rabobank      | a 46"    |
| 4    | Karsten Kroon                  | Team CSC      | a 48"    |
| 5    | Patrik Sinkewitz               | T-Mobile Team | s.t.     |
| 6    | Davide Rebellin                | Gerolsteiner  | s.t.     |
| 7    | Miguel Ángel Martín Perdiguero | Phonak        | s.t.     |
| 8    | Paolo Bettini                  | Quick Step    | a 53"    |
| 9    | Stefan Schumacher              | Gerolsteiner  | a 57"    |
| 10   | Sergej Ivanov                  | T-Mobile Team | a 1'07"  |